# Lophothericles armatus
Lophothericles armatus är en insektsart som beskrevs av Marius Descamps 1977. Lophothericles armatus ingår i släktet Lophothericles och familjen Thericleidae. Inga underarter finns listade i Catalogue of Life.